# Marie Jung
Marie Jung (* 1985 in Düdelingen, Luxemburg) ist eine deutschsprachige Theater-  und Filmschauspielerin mit luxemburgischer und Schweizer Nationalität.

## Leben
Marie Jung wuchs in Basel auf. Von 2005 bis 2009 absolvierte sie ihre Schauspielausbildung am Max Reinhardt Seminar in Wien. 2008 spielte sie die Julia bei den Bad Hersfelder Festspielen unter der Regie von Arie Zinger.
2009 arbeitete sie mit Ruedi Häusermann im Opernprojekt „Randolphs Erben“, einer Koproduktion des Schauspielhauses Zürich und der Staatsoper Stuttgart.
Nach ihrem Studienabschluss arbeitete Marie Jung als Schauspielerin im Ensemble des Theaters Basel (2009–2012), während der Intendanz von Johan Simons an den Münchner Kammerspielen (2012–2015).
Seit 2015 ist sie Ensemblemitglied am Thalia Theater in Hamburg.
Sie arbeitete mit Regisseuren wie Werner Düggelin, Anna Viebrock, Luk Perceval, Peter Kastenmüller, Johan Simons, Stephan Kimmig, Armin Petras, Gernot Grünewald, Franziska Autzen.
In der Produktion „Hänsel und Gretel“ am Thalia-Theater arbeitete sie als Gretel unter der Regie von Ene-Liis Semper und Tiit Ojasso mit Rammstein-Sänger Till Lindemann zusammen. Mit „Liebe. Geld. Hunger – Trilogie meiner Familie“ von Luk Perceval war sie 2015, 2016 und 2017 an der Ruhrtriennale zu sehen.
2017 spielte sie an der Seite von Ulrich Gebauer unter der Regie von Frank Hoffmann in 6 Personen suchen einen Komponisten an den Ruhrfestspielen Recklinghausen.
Marie Jung war in Filmen von Margarethe von Trotta (Hannah Arendt), Elfi Mikesch (Fieber) und Detlev Buck (Same Same But Different) zu sehen.

## Privates
Sie ist die Tochter des Schauspielers André Jung und die Schwester der bildenden Künstlerin Sophie Jung und Enkelin der Künstlerin Germaine Hoffmann und des Schriftstellers Léopold Hoffmann. Seit 2017 ist Marie Jung mit dem Schauspieler Kristof Van Boven verheiratet, mit dem sie eine Tochter hat.

## Filmografie
- 2009: Der Fürsorger von Lutz Konermann
- 2009: Same Same But Different von Detlev Buck
- 2009: Der Letzte Weynfeldt von Alain Gsponer
- 2010: Anduni – Fremde Heimat von Samira Radsi
- 2011: Fenster zum Sommer von Hendrik Handloegten
- 2012: D'Symmetrie vum Päiperleck von Paul Scheuer
- 2012: Hannah Arendt von Margarethe Von Trotta
- 2014: Fieber von Elfi Mikesch
- 2015: Der Alte: Unstillbare Gier von Raoul Heimrich
- 2016: Egon Schiele – Tod und Mädchen von Dieter Berner
- 2017: Alte Jungs von Andy Bausch
- 2022: Capitani 2. Staffel von Christophe Wagner
- 2022: Ramstein – Das durchstoßene Herz
- 2024: Jakobs Ross
- 2025: Das geheime Stockwerk

## Auszeichnungen
- 2011: Würdigungspreis der Universität für Musik und darstellende Kunst, Wien.
- 2013: Preis der Stiftung zur Förderung junger Künstler in Luxemburg
- 2018: Bourse D'Écriture Théatrale Edmond Dune